# Wojciechów (Złotoryja)
Pour les articles homonymes, voir Wojciechów.
Wojciechów est une localité polonaise de la gmina de Zagrodno, située dans le powiat de Złotoryja en voïvodie de Basse-Silésie.